# 南區足球會
南區足球會（英語：Southern District Football Club）是南區康樂體育促進會（Southern District Recreation and Sports Association）轄下的一支地區足球隊，於2011–2012年度球季獲得香港乙組足球聯賽亞軍，歷史性晉升上香港甲組足球聯賽競逐，是歷來第5支從丙組地區聯賽升上頂級聯賽的地區球隊。
南區足球會現時在香港超級聯賽角逐，並獲得冠忠巴士作為冠名贊助商，以「冠忠南區」（英語：Kwoon Chung Southern）名義參賽。

## 球隊歷史

### 創立初期 （2002年–2009年）
2002–2003年，香港足球總會與區議會合作，成立香港丙組（地區）聯賽，吸納地區球隊參與並促使球員年輕化，藉以提昇香港足球運動。南區區議會在該季開始，派遣南區康樂體育促進會轄下的足球隊出戰。
南區每季成績穩步上揚，更在 2006–2007 年及 2007–2008年球季，連續兩季獲得香港丙組（地區）聯賽亞軍，惟其後的丙組總決賽皆未能取得佳績，因而失去升上乙組的資格。

### 爭取升班 （2009年–2012年）
2009-2010年球季，南區足球隊主席陳文俊决定組織強隊爭取升上乙組的資格，先後羅致了前香港08教練馮凱文及前甲組門將麥國輝，結果以 13 戰 10 勝 3 和得 33 分不敗成績，一分之微力壓元朗，獲得香港丙組(地區)聯賽亞軍。於其後進行的丙組總決賽，南區成績 3 戰 1 勝 1 和 1 負得 4 分，因得失球不及東方，排名第三，後來因東方放棄升班，得以遞補身份首次升上乙組作賽。
為增強球隊實力，南區足球隊先後羅致了徐耀宗、鄭志榮、戴文成、哈成智等前甲組球員，配合林穎聰、鄭庭希、高俊、郭霆謙、陳卓光、林浩鈞等香港青年軍代表以征戰乙組列強，季前熱身賽以 3–3 賽和甲組「升班馬」港會，表現令人眼前一亮。
及後球隊在2010–2011年初級組銀牌有優異的演出，先於準決賽與擁有多名前香港隊球員助陣的東方踢成 2–2 平手，互射十二碼南區以總比數 6–5 勝出。再於1月16日在香港大球場舉行的決賽以 2–1 擊敗花花，奪得球會史上首項冠軍。南區在聯賽同樣保持上佳表現，2010–11年，以 22 戰 9 勝 6 和 7 負得 33 分排第 6 完成在乙組的首個賽季。2011–2012球季，南區的表現更上一層樓，在2012年4月8日，南區作客以 1–0 擊敗葵青，獲得2011–12年香港乙組足球聯賽亞軍，歷史性升上香港甲組足球聯賽。

### 初次登上頂級聯賽 （2012年–2015年）
2012年11月3日，南區於主場以 3–1 擊敗公民，贏得球會史上首場甲組聯賽勝仗。最終，南區升上甲組的首個球季以 18 戰 6 勝 6 和 6 負成績，獲得聯賽殿軍，而教練馮凱文更奪得該年度最佳教練獎項。
2013–2014年球季，南區首度獲冠名贊助，贊助商為皇室水療，球隊更名為「皇室南區」。2014年5月11日聯賽煞科日，南區於青衣運動場出戰晨曦，憑著西班牙前鋒雅高於補時三分鐘的入球，連續兩屆獲得聯賽殿軍，亦是香港超級聯賽成立前，甲組聯賽最後一個入球。不過，南區在球季結束後，宣布不參加新成立的香港超級聯賽，留在甲組聯賽角逐。
儘管如此，南區教練團不變，陣容仍擁有鄒嘉華、李思豪、梁金輝、哈成智等多名前甲組球員，以及外援球員蘭特、奧利華，成為爭升班實力分子，一直位居聯賽前列位置。香港足總盃初賽亦殺入四強，獲得決賽週參賽資格，於第一圈越級挑戰香港超級聯賽球隊黃大仙，結果以0比2落敗出局。
2014–2015球季，雖然已轉往甲組作賽，但仍獲得冠忠巴士的贊助，並在聯賽取得季軍佳績，由於前兩名的駿其天旭和港會放棄升班，南區順理成章取得升班資格，以冠忠南區之名義角逐來季的超級聯賽。

### 加入港超聯 （2015年–至今）
2015–2016球季，南區奪得高級組銀牌錦標亞軍，南區首次踢入本地頂級組別盃賽的決賽。最終南區獲得港超聯第4名，成功打入季後附加賽決賽，可惜敗於傑志，未能取得2017年亞冠盃參賽資格。2016年7月，東方因球隊管理層出現變動及財政問題宣佈放棄參加2017年亞洲盃賽賽事，南區一度取得2017年亞冠盃參賽資格，最終得而復失。
2016年3月15日，冠忠南區贊助香港FIFA足球遊戲玩家Ronnie Yau到新加坡參加FIFA第二季度地區決賽。2016–17球季，南區以36分奪得港超聯季軍，締造球會自2012年首度參加本地頂級聯賽的最佳成績。2017–18球季，南區以26分奪得港超聯第五名，主場香港仔運動場於2017年8月受到颱風損毀主看台，南區部份主場賽事需要改為開放露天看台予球迷入場觀賞賽事。
2018–2019球季，冠忠南區繼續支持電競發展，於新季記者會內宣佈PES (Pro Evolution Soccer)電競選手Kevin Lau加盟。球隊於7月23日球隊正式開操，有五名球員加盟球隊，包括劉家銘、狄卡奥、卡拉錫、高美斯、迪亞高，今季班費一千二百萬港元，球隊全新會徽以盾牌、繩結、錨及代表南區的英文字「S」構成，同時公佈新口號「團結一致、乘風破浪」。南區最後以32分奪得港超聯第三名。
2020年3月16日，冠忠南區宣佈主教練鄭兆聰離任，而球隊餘下球季的操練將由貝可泓及高尼路共同負責。2020年5月16日，冠忠南區宣布，委任持有歐洲足總專業級教練牌照的球員列文出任主教練。2020–2021球季，冠忠南區以17戰16分奪得港超聯第五名。2021–2022球季，聯賽因受2019冠狀病毒病大流行影響而腰斬。冠忠南區在腰斬前位列榜首。2022–2023球季，經過上季回歸擔任技術總監後，鄭兆聰在新一季重掌冠忠南區總教練一職。2023年5月20日，2022-2023年度賽馬會菁英盃決賽於旺角大球場上演，結果冠忠南區以2:0擊敗理文，贏得參戰港超以來首項錦標。
2023一2024球季，楊正光於6月上任成為冠忠南區主教練。在釋出部份舊球員後，南區簽入外援巴西中堅古天奴，後衛陳潤潼，中堅杜馬思，中埸容昊，防守中場黎格爾，攻擊中場馬文政，翼鋒陳傲軒，外援左中場李小恒，外援中鋒羅拔奥度，守門員顏翱天。2023年7月1日，宣佈球會委任副主席黃焯添先生代替陳文俊先生，擔任球會主席。
2024年7月16日，冠忠南區開操，球會提升兩名小將，簽入龍門陳嘉昊及兩至三名外援，但有一名外援前鋒達施華操兩天就離開。17日下午公佈簽回舊將史提芬彭利拿，目標前三及爭取入一項盃賽決賽。
2025年5月1日，2024-2025年度賽馬會菁英盃於旺角大球場上演，結果冠忠南區以4:0擊敗理文，相隔兩年再度擊敗理文贏得菁英盃冠軍。

## 球隊名字以及冠名變遷

2018年或以前的會徽

| 年度          | 球隊中文名稱 | 球隊英文名稱   | 冠名贊助 |
| ------------- | ------------ | -------------- | -------- |
| 2002年–2013年 | 南區         | Southern       | 無       |
| 2013年–2014年 | 皇室南區     | Royal Southern | 皇室水療 |
| 2014年–2015年 | 南區         | Southern       | 無       |
| 2015年至今    | 冠忠南區     | K.C. Southern  | 冠忠巴士 |

## 球會文化
| 名 稱                           | 年 份         | 備 註                             |
| ------------------------------- | ------------- | --------------------------------- |
| 吉 祥 物                        |               |                                   |
| 摩高                            | 2012年-2015年 | 一隻藍色企鵝和一隻紅色企鵝        |
| 冠忠仔                          | 2015年至今    | 冠忠巴士為原形                    |
| 球 會 大 使                     |               |                                   |
| 林海峰                          | 2012年-2014年 |                                   |
| 球 會 精 品                     |               |                                   |
| 不適用                          | 2015年-2016年 | 月曆、打氣球衣、毛巾、Q版巴士模型 |
| 不適用                          | 2016年-2017年 | File、打氣球衣、1比76巴士模型     |
| 不適用                          | 2017年-2018年 | 鴻福堂冠忠南區自家卡              |
| 不適用                          | 2018年-2019年 | Olympus南區慈善攝影相集           |
| 球 會 打 氣 團                  |               |                                   |
| 南區死忠 （页面存档备份，存于） | 2016年至今    |                                   |

## 歷年賽季成績
| 賽季      | 組別 | 聯賽隊數 | 聯賽名次 | 聯賽成績 | 聯賽成績 | 聯賽成績 | 聯賽成績 | 平均每場入場 人數（港超聯賽） | 香港高級組銀牌 | 香港菁英盃 | 香港足總盃 | 香港聯賽盃 | 亞洲賽 |
| 賽季      | 組別 | 聯賽隊數 | 聯賽名次 | 勝       | 和       | 負       | 總分     | 平均每場入場 人數（港超聯賽） | 香港高級組銀牌 | 香港菁英盃 | 香港足總盃 | 香港聯賽盃 | 亞洲賽 |
| --------- | ---- | -------- | -------- | -------- | -------- | -------- | -------- | ----------------------------- | -------------- | ---------- | ---------- | ---------- | ------ |
| 2014–15年 | 港甲 | 15       | 第三名   | 19       | 3        | 6        | 60       | ——                            | ——             | 不適用     | 第一圈     | ——         | 不適用 |
| 2015–16年 | 港超 | 9        | 第四名   | 6        | 5        | 5        | 23       | 489人                         | 亞軍           | 分組賽     | 準決賽     | 分組賽     |        |
| 2016–17年 | 港超 | 11       | 第三名   | 10       | 6        | 4        | 36       | 532人                         | 準決賽         | 準決賽     | 準決賽     | 不適用     |        |
| 2017–18年 | 港超 | 10       | 第五名   | 8        | 2        | 8        | 26       | 493人                         | 準決賽         | 分組賽     | 準決賽     |            |        |
| 2018–19年 | 港超 | 10       | 第三名   | 9        | 5        | 4        | 32       | 827人                         | 半準決賽       | 分組賽     | 亞軍       |            |        |
| 2019–20年 | 港超 | 6        | 第五名   | 2        | 4        | 4        | 10       | 430人                         | 半準決賽       | 亞軍       | 半準決賽   |            |        |
| 2020–21年 | 港超 | 8        | 第五名   | 4        | 4        | 9        | 16       | 627人                         | 取消           | 分組賽     | 取消       |            |        |
| 2021–22年 | 港超 | 8        | 腰斬     | 腰斬     | 腰斬     | 腰斬     | 腰斬     | 424人（腰斬前）               | ---            | 腰斬       | 腰斬       |            |        |
| 2022–23年 | 港超 | 10       | 第五名   | 10       | 1        | 7        | 31       | 502人                         | 半準決賽       | 冠軍       | 準決賽     |            |        |
| 2023–24年 | 港超 | 11       | 第五名   | 10       | 4        | 6        | 34       | 332人                         | 半準決賽       | 準決賽     | 半準決賽   |            |        |
| 2024–25年 | 港超 | 9        | 第五名   | 7        | 7        | 10       | 28       | 424人                         | 半準決賽       | 冠軍       | 半準決賽   |            |        |

## 球會榮譽
| 榮譽                  | 次數        | 年度                 |
| 本 土 賽 事           | 本 土 賽 事 | 本 土 賽 事          |
| --------------------- | ----------- | -------------------- |
| 菁英盃 冠軍           | 2           | 2022–2023, 2024–2025 |
| 足總盃 亞軍           | 1           | 2018–2019            |
| 乙組聯賽（舊制） 亞軍 | 1           | 2011–2012            |

## 人員名單

### 管理層及職員名單
| 職 位                | 名 字 及 國 籍 |
| -------------------- | -------------- |
| 管 理 層             |                |
| 榮譽會長：           | 黃良柏         |
| 會長：               | 陳文俊         |
| 主席：               | 黃焯添         |
| 副主席：             |                |
| 義務總監：           | 陳雄亮         |
| 球會秘書：           | 張錫容         |
| 行 政 職 員          |                |
| 球隊助理：           | 李金年         |
| 總務：               | 唐少岳         |
| 行政主任：           | 黄國俊         |
| 推廣主任：           | 張浩文         |
| 傳媒主任：           | 彭傑茵         |
| 官方球迷會管理職員 : | 羅渭達         |
| 教 練 團             |                |
| 領隊及行政總監：     | 貝可泓         |
| 技術總監：           | 鄭兆聰         |
| 主教練：             | 貝可泓         |
| 助理教練：           | 比圖           |
| 助理教練             | 鞠盈智         |
| 守門員教練：         | 范俊業         |
| 物理治療：           | 盧徑遠         |
| 物理治療：           | 羅家熙         |
| 預備組教練：         | 沈國輝         |
| 青訓守門員教練：     | 王子謙         |
| 青年軍主教練(U18)：  | 劉華傑         |
| 青年軍助教(U18)：    | 呂文輝         |
| 青年軍主教練(U16)：  | 沈國輝         |
| 青年軍助教(U16)：    | 蘇振鴻         |
| 青年軍主教練(U14)：  |                |
| 青年軍助教(U14)：    | 曾慶殷         |

### 球員名單（2025-2026球季）
1. 者為傷患球員

| 球員註冊類別 | 球員註冊類別     |
| ------------ | ---------------- |
|              | 外援             |
|              | 多重國籍本地球員 |
|              | U-22青年球員     |

| 號碼   | 國籍     | 球員名字                                  | 出生日期       | 加盟年份 | 前效力球會       | 球員註冊身份 | 備註   |
| 守門員 | 守門員   | 守門員                                    | 守門員         | 守門員   | 守門員           | 守門員       | 守門員 |
| ------ | -------- | ----------------------------------------- | -------------- | -------- | ---------------- | ------------ | ------ |
| 1      | 香港     | 伍瑋謙（Ng Wai Him, "Ivan"）              | 2002年6月30日  | 2021年   | 愉園             |              |        |
| 13     | 香港     | 陳嘉昊（Chan Ka Ho）                      | 2004年1月13日  | 2024年   | 晉峰             | U-22青年球員 |        |
| 31     | 香港     | 顏翱天（Ngan Ngo Tin, "Sky"）             | 2003年7月3日   | 2023年   | 香港U23          |              |        |
| 32     | 香港     | 許栢瑋（Hui Pak Wai "Arsene"）            | 2008年7月18日  | 2025年   | 青年軍           | U-22青年球員 | 新加盟 |
| 後衛   |          |                                           |                |          |                  |              |        |
| 2      | 香港     | 陳潤潼（Chan Yun Tung, "Tonio"）          | 2002年7月7日   | 2023年   | 香港U23          |              |        |
| 4      | 日本     | 川瀨浩太（Kota Kawase）                   | 1992年11月8日  | 2019年   | 夢想FC           | 外援         |        |
| 5      | 巴西     | 恩奴（Gabriel Yanno）                     | 2000年1月20日  | 2024年   | SC Gaúcho        | 外援         |        |
| 14     | 大韩民国 | 宋柱浩（Song Ju-ho, "Elren"）             | 1991年3月20日  | 2024年   | 深水埗           | 外援         |        |
| 16     | 香港     | 翟廷峯（Chak Ting Fung）                  | 1989年11月27日 | 2021年   | 東方龍獅         |              |        |
| 26     | 香港     | 陳凱柏（Chan Hoi Pak Paco）               | 1999年1月29日  | 2017年   | 香港飛馬         |              |        |
| 中場   |          |                                           |                |          |                  |              |        |
| 8      | 香港     | 李嘉耀（Lee Ka Yiu）                      | 1992年4月10日  | 2022年   | 東方龍獅         |              |        |
| 10     | 阿根廷   | 亞哥斯達（"Jony" Acosta, Jonatan Leonel） | 1988年10月11日 | 2024年   | 理文             | 外援         |        |
| 11     | 日本     | 佐佐木周（Shu Sasaki）                    | 1991年2月12日  | 2020年   | 香港飛馬         | 外援         | 隊長   |
| 12     | 香港     | 黎格爾（Lai Kak Yi）                      | 1996年5月10日  | 2023年   | 深水埗           |              |        |
| 17     | 美国     | 梁高銘（Javen Leung）                     | 2006年5月20日  | 2025年   | 喬治亞大學       | 外援         | 新加盟 |
| 19     | 香港     | 趙聰悟（Sohgo Ichikawa）                  | 2004年7月30日  | 2023年   | 傑志             | U-22青年球員 |        |
| 23     | 香港     | 容昊（Yung Ho, "King"）                   | 2004年9月14日  | 2022年   | 傑志             | U-22青年球員 |        |
| 27     | 香港     | 莊晉（Chong Tsun Aidan）                  | 2008年12月7日  | 2024年   | 青年軍           | U-22青年球員 |        |
| 80     | 巴西     | 梅里路（Murilo Souza）                    | 1996年5月17日  | 2025年   | 自由身           | 外援         | 新加盟 |
| 前鋒   |          |                                           |                |          |                  |              |        |
| 7      | 香港     | 史提芬彭利拿（Stefan Pereira）            | 1988年4月16日  | 2020年   | 標準流浪         |              |        |
| 9      | 巴西     | 舒拉普（Matheus Chulapa）                 | 2001年4月20日  | 2025年   | 北區             | 外援         | 新加盟 |
| 18     | 香港     | 艾華（Mahama Awal , "Ribery"）            | 1991年6月10日  | 2022年   | 高力北區         |              |        |
| 20     | 香港     | 游卓峰（Yau Cheuk Fung）                  | 2004年8月31日  | 2022年   | 青年軍           | U-22青年球員 |        |
| 79     | 巴西     | 艾文奴（Lucas Emmanuel）                  | 2000年6月7日   | 2025年   | Laranja Mecânica | 外援         | 新加盟 |

### 離隊球員及管理層及職員（2025-26球季）
| 國籍                       | 球員名字                                | 位置       | 出生日期       | 加盟球會       |
| 夏季轉會窗                 | 夏季轉會窗                              | 夏季轉會窗 | 夏季轉會窗     | 夏季轉會窗     |
| -------------------------- | --------------------------------------- | ---------- | -------------- | -------------- |
| 巴西                       | 積遜（Jackson Franklim de Sousa）       | 前鋒       | 1990年12月29日 |                |
| 巴西                       | 基哥利（Gregory Rocha Mendes da Silva） | 前鋒       | 1995年12月7日  | 宋卡           |
| 巴西                       | 基斯（Kessi Isac dos Santos）           | 中場       | 1994年10月26日 | 九龍城         |
| 香港                       | 鞠盈智（Ju Ying-zhi）                   | 中場       | 1987年7月24日  | 退役，轉任助教 |
| 香港                       | 張國鋒（Cheung Kwok Fung）              | 中場       | 2006年9月27日  | 九龍城         |
| 香港                       | 黃浩然（Wong Ho Yin, "Andy"）           | 後衛       | 1998年6月12日  | 北區           |
| 香港                       | 麥梓軒（Mak Tsz Hin "Max"）             | 守門員     | 2005年4月18日  |                |
| 非轉會窗時期(冬季轉會窗前) |                                         |            |                |                |
| 冬季轉會窗                 |                                         |            |                |                |
| 非轉會窗時期(冬季轉會窗後) |                                         |            |                |                |

## 歷任管理層

### 球會主席
- 黃焯添(2023年-至今)
- 陳文俊(2012年-2023年)

### 球會主教練
- 貝可泓(2025年一）
- 楊正光(2023年-2025年)
- 施特·列文(2020年-2022年)
- 鄭兆聰(2015年-2020年，2022年-2023年)
- 馮凱文(2009年-2015年)

### 球會隊長
- 佐佐木周(2023年-至今)
- 謝德謙(2020年-2023年)
- 施特·列文(2017年-2020年)
- 沈國輝(2015年-2017年)

## 曾效力球員

### 本地球員
| 鄭志榮 | 徐耀忠 | 周志明 | 馮振霆 | 高俊   | 郭永樂 | 黎義華 |
| 林穎聰 | 麥國輝 | 吳國熙 | 吳兆輝 | 冼雍博 | 戴文成 | 杜瑋鴻 |
| 謝敏榮 | 易志豪 | 張春暉 | 曾文輝 | 車潤秋 | 白榮澤 | 顏樂楓 |
| 葉頌朗 | 羅志焜 | 鄒嘉華 | 蘇冠熹 | 李毅凱 | 馬偉龍 | 葉志豪 |
| 邱銘   | 鍾漢池 | 沈國輝 | 劉學銘 | 劉家銘 | 蔡子濤 | 梁祐維 |
| 馬文政 | 鞠盈智 | 黃浩然 | 林家亮 | 林柱機 | 基奧   | 梁家希 |
| 科夫   | 史必   | 夏志明 | 麥基   | 杜馬思 | 李小恆 |        |

### 外援球員
| 文迪斯   | 查維斯   | 卡希爾   | 伊利亞斯 | 蘇沙     | 狄卡奧 | 迪亞高 |
| 盧斯安奴 | 杜度     | 慕沙     | 古安奴   | 基斯     | 積遜   | 基哥利 |
| 奧利華   | 迪亞斯   | 迪基圖   | 卡里爾   | 戴雅高   | 加拉度 | 魯賓   |
| 域陀     | 蘭特     | 雅高     | 馬高斯   | 馬天尼斯 | 加洛斯 | 禾達   |
| 內田智也 | 冨樫凌央 | 羅拔奧度 | 列文     | 柏度     | 卡拉鍚 | 高美斯 |

## 外部連結
- 冠忠南區足球會官方網站（页面存档备份，存于）
- 冠忠南區足球會官方的Facebook專頁
- 冠忠南區足球會官方的Instagram帳戶
- 中國香港足球總會網頁球會資料